# 沃利斯·巴奇
歐內斯特·阿爾弗雷德·湯普森·沃利斯·巴奇爵士（英語：Sir Ernest Alfred Thompson Wallis Budge，1857年7月27日 – 1934年11月23日）是一位英國埃及學家、東方學家和語文學家，曾為大英博物館工作，並出版了許多關於古代近東的著作。他多次代表大英博物館前往埃及和英埃蘇丹購買文物，並幫助大英博物館建立楔形文字碑、手稿和紙莎草紙收藏。他出版了許多關於埃及學的書籍，幫助將這些發現帶給更多的讀者。1920年，他因對埃及學和大英博物館的貢獻而被授予爵士頭銜。

## 早期生活和教育
E.A.沃利斯·巴奇於1857年出生於康沃爾郡的博德明鎮，母親瑪麗·安·巴奇是一位年輕女子，她的父親是博多明一家飯店的服務員。巴奇的父親從未被確認身份。巴奇小時候離開了康沃爾郡，最終來到倫敦與他的姑姑和祖母住在一起。
巴奇在十歲之前就對語言產生了興趣，但在1869年十二歲時輟學，在銷售書籍、文具和相關產品的零售公司WH史密斯擔任店員。在業餘時間，他在一位名叫查爾斯·西格的志願者導師的幫助下學習了聖經希伯來語和敘利亞語。
1872年，巴奇開始對學習古代的阿卡德語感興趣，當時他也開始在大英博物館呆上一段時間。巴奇的導師向他介紹了東方古物的保管人，埃及古物學家的先驅塞繆爾·伯奇和伯奇的助手，亞述學家喬治·史密斯。史密斯偶爾幫助巴奇對付他的亞述人。巴奇允許年輕人在他的辦公室學習楔形文字，並從大英圖書館的中東旅行和冒險書籍中為他獲得書籍，如奧斯丁·亨利·萊亞德的《尼納瓦及其遺迹》。
從1869年至1878年，巴奇利用空閒時間學習亞述語，在這些年裏，他經常利用午休時間在聖保羅大教堂學習。聖保羅教堂的管風琴師約翰·史坦納注意到了辛勤工作的巴奇，並會見了這位年輕人。他想幫助這個工薪階層的男孩實現成為學者的夢想。史坦納聯系了保守黨議員威廉·亨利·史密斯和前自由黨首相威廉·埃瓦·格萊斯頓，並請他們幫助他的年輕朋友。史密斯和格萊斯頓都同意幫助斯坦納為巴奇籌集資金，前往劍橋大學上學。
巴奇於1878年至1883年在劍橋大學學習。他的科目包括閃米特語：希伯來語、敘利亞語、Geʽez和阿拉伯語；他繼續獨立學習亞述語。這些年裡，巴奇與著名的閃米特語言學者威廉·賴特等人密切合作。

## 大英博物館的職業生涯
1883年，巴奇進入大英博物館，在最近更名的埃及和亞述古物部工作。最初被任命為亞述人部門，他很快被調到埃及部門。他跟隨塞繆爾·伯奇（埃及古物學家）一起學習埃及語，直到後者於1885年去世。巴奇繼續與新管理員彼得·勒佩吉·雷努夫一起學習古埃及語，直到後者於1891年退休。
1886年至1891年間，巴奇被大英博物館指派調查為什麼伊拉克大英博物館遺址的楔形文字碑出現在倫敦古董商的藏品中，這些碑將由博物館的當地代理人守衛。大英博物館以倫敦市場的高價購買了這些屬於他們「自己」的石碑藏品。博物館的首席圖書管理員愛德華·奧古斯特·邦德希望巴奇找到洩漏的源頭並將其密封。邦德還希望巴奇與伊拉克古董商建立聯系，以便以低於倫敦的當地價格購買可用資料。這些年來，巴奇還前往伊斯坦堡獲得奧斯曼帝國政府的許可，以重新開放博物館在這些伊拉克遺址的發掘工作。博物館的考古學家相信，挖掘會發現更多的石碑。
在大英博物館工作期間，巴奇還試圖與埃及和伊拉克的當地古董商建立聯系，以便博物館可以從他們那裡購買古董，避免挖掘的不確定性和成本。這是19世紀建造博物館藏品的一種方法，隨著更嚴格的考古實踐、科技和關於評估文物的累積知識的出現，這種方法發生了顯著的變化。巴奇從埃及和伊拉克的多次任務中歸來，帶回了大量楔形文字碑；敘利亞語、科普特和希臘手稿；以及大量象形文字的紙莎草。也許他這一時期最著名的收購是：《阿尼的紙草》，一本《死者之書》；亞里斯多德遺失的雅典憲法的副本；以及阿瑪納信件。在歐洲博物館競相建造古代近東藏品之際，巴奇豐富而精心策劃的收購，使大英博物館可以說是世界上最好的古代近東藏品館。
1900年，亞述學家阿奇博爾德·賽斯評論巴奇說：
你在博物館東方部掀起了多麼大的革命啊！它現在是一部名副其實的文明史中的一系列實物課。
1891年雷努夫退休後，巴奇成為他的部門的助理管理人，並於1894年被確認為管理人。他擔任這個職位直到1924年，專門研究埃及學。歐洲其他博物館的預算和收藏家認為，擁有世界上最好的埃及和亞述文物收藏是民族自豪感的問題，他們之間對這些文物的競爭非常激烈。博物館官員及其當地代理人走私文物裝在外交郵袋中，賄賂海關官員，或者乾脆去找埃及文物局的朋友或同胞，讓他們原封不動地傳遞文物。在擔任大英博物館館長期間，巴奇以其善良和耐心而聞名，他曾教導年輕遊客參觀大英博物館。
巴奇的任期並非沒有爭議。1893年，他在高等法院被霍爾木茲德·拉薩姆以誹謗和中傷兩項罪名起訴。巴奇曾寫道，拉薩姆利用他的親戚將古董走私出尼尼微，而送給大英博物館的只是些「垃圾」。年長的拉薩姆對這些指控感到不安，當他挑戰巴奇時，他收到了部分道歉，後來的法院認為這是「不禮貌的」。拉薩姆得到了法官的支持，但沒有得到陪審團的支持。在拉薩姆去世後，據稱，雖然拉薩姆發現了大部分文物，但大英博物館的工作人員，特別是奧斯丁·亨利·萊亞德，將功勞歸功於他。
1924年，他從大英博物館退休，一直活到1934年。

## 文學和社會事業
巴奇也是一位多產的作家，他今天因其關於古埃及宗教的作品和象形文字入門而被人們銘記。巴奇認為，歐西里斯的宗教起源於非洲土著人民。巴奇認為埃及人的宗教來源於東北部和中部非洲人民的類似宗教，而他的同事認為這是不可能的。當時，除了少數學者外，所有學者都遵循了弗林德斯·皮特里的理論，即古埃及文化源於史前晚期征服埃及的入侵「王朝種族理論」。
巴奇的作品被受過教育的公眾和那些尋求比較民族學數據的人廣泛閱讀，包括詹姆斯·弗雷澤。他將巴奇關於歐西里斯的一些觀點融入了他不斷發展的比較宗教著作《金枝》中。儘管巴奇的書仍然廣泛流傳，但自他那個時代以來，翻譯和日期準確性都有所提高，導致了重大修訂。他那個時代常見的寫作風格：意見和無可爭議的事實之間缺乏明確的區別，在學術著作中已不再被接受。根據埃及古物學家詹姆斯·彼得·艾倫的說法，巴奇的書「最初出現時並不太可靠，現在已經嚴重過時了。」。
巴奇也對超自然現象感興趣，相信靈魂和鬧鬼。巴奇在倫敦的幽靈俱樂部（大英圖書館、手稿收藏、幽靈俱樂部檔案館）有很多朋友，該俱樂部致力於研究另類宗教和精神世界。他給許多朋友講了鬧鬼和其他離奇經歷的故事。在他那個時代，許多人在失去對基督教的信仰後，參與了神秘主義和唯心主義，他們都致力於巴奇的作品，尤其是他翻譯的《埃及亡靈書》。詩人威廉·巴特勒·葉芝和詹姆斯·喬伊斯等作家研究並受到了這部古代宗教作品的影響。巴奇關於埃及宗教的作品自進入公共領域以來一直在再版。
巴奇是倫敦文學和思想開放的薩維爾俱樂部的成員，這是他的朋友李德·哈格德提出在1889年提出，1891年被認可。他是倫敦一位備受追捧的晚餐客人，他的幽默故事和軼事在他的圈子裏很有名。他喜歡與那些出生良好的人在一起，他們中的許多人是在把他們在埃及度假時購買的聖甲蟲和小雕像帶到大英博物館時認識的。巴奇在夏天從不缺少鄉村別墅的邀請，在倫敦的季節也從不缺少時尚聯排別墅的邀請。
1920年，他出版了自己的自傳《尼羅河與底格里斯河》。他的最後一部作品是《古埃及從戀物到上帝》（1934）。

## 獎項和榮譽
1895年，布奇當選為美國哲學學會國際會員。巴奇因其對殖民地埃及學和大英博物館的傑出貢獻而在1920年新年被授予榮譽的爵士頭銜。

## 個人生活
1883年，巴奇與朵拉·海倫·埃默森結婚，後者於1926年去世。

## 著名作品
- The History of Alexander the Great: Being the Syriac Version of the Pseudo-Callisthenes，1889年
  - 重印版：The History of Alexander the Great, 高爾吉亞斯出版社，2003年

### 引用作品
- Allen, James Peter. . Cambridge University Press. 2014: 464. ISBN 978-1107053649.
- Cott, Jonathan; El Zeini, Hanny. . Doubleday. 1987. ISBN 978-0-385-23746-8.
- del Mar, Alexander.  (PDF). The New York Times. 1910-09-18  [2013-12-13].
- Ismail, Matthew.  Revised. Dost Publishing. 2011. ISBN 979-8775423391.

## 進階讀物
- Becker, Adam H. . History of Religions. 2005, 44 (3): 175–215. S2CID 162026718. doi:10.1086/429757.
- British Library, Manuscript Collections, Ghost Club Archives, Add. 52261
- Drower, Margaret.  2nd. Madison: University of Wisconsin. 1995. ISBN 978-0299146238.
- Wilkinson, Toby. . London: Picador. 2020. ISBN 978-1-5098-5870-5.

## 外部連結
- 维基共享资源上的相關多媒體資源：沃利斯·巴奇

Texts
- 沃利斯·巴奇收錄於維基文庫中的作品
- Ernest Alfred Wallis Budge的作品  - 古騰堡計劃
- 互联网档案馆中沃利斯·巴奇的作品或与之相关的作品
- 來自沃利斯·巴奇的LibriVox公共領域有聲讀物
- Budge, E. A. Wallis (1904). The Gods of the Egyptians （页面存档备份，存于）. HTML, formatted with images

Others
- "E.A. Wallis Budge", British Museum
- Geoffrey Graham, Yale University - list discussion of Egyptian dictionary, How to best use Budge's work and appreciate his ability to synthesize - get some education first, Rostau
- Budge, E. A. Wallis (20 January 1930). "Obituary for Mike The British Museum Cat". Time.
- Coptic Martyrdoms etc. In Dialect of Upper Egypt, Volume 1, edited with English translation by E. A. Wallis Budge. London: British Museum, 1914, at Coptic Library website
- Coptic Martyrdoms etc. In Dialect of Upper Egypt, Volume 2, edited with English translation by E. A. Wallis Budge. London: British Museum, 1914], at Coptic Library website